# Vilchovatyj
Vilchovatyj (ukrajinsky Вільховатий, rusínsky Ольховатый, maďarsky Kiscserjés) je osada obce Kostylivka, v Rachovské městské komunitě, v Zakarpatské oblasti Ukrajiny. V roce 2025 zde žilo 1112 obyvatel.
Za první československé republiky byla tato vesnice součástí Rachova. V rachovské ulici „Krásné Pleso“ mezi Rachovem a vesnicí Vilchovatyj je Muzeum horské ekologie a historie ochrany přírody v ukrajinských Karpatech. Dále je ve vesnici pramen minerální vody.